# Gong Zhi
Gong Zhi fut un secrétaire de Jin Xuan, puis grand administrateur du district de Wuling. 

## Biographie
En l’an 209, lorsque Liu Bei partit à la conquête des districts méridionaux de la province de Jing, Zhang Fei fut chargé de soumettre le district de Wuling. Face à cette menace, Gong Zhi proposa à Jin Xuan de livrer Wuling à Liu Bei. Sa proposition fut très mal accueillie et il évita de peu la peine capitale. 
Tandis que Jin Xuan alla combattre Zhang Fei, Gong Zhi se rebella et fit tirer des salves de flèches sur Jin Xuan. Ce dernier fut atteint à la tête, puis tué par ses propres hommes. Après avoir livré la ville de Wuling à Liu Bei, Gong Zhi fut récompensé en obtenant le titre de grand administrateur du district de Wuling.